# Hôtel de Massa
El hôtel de Massa es un hôtel particulier está ubicado en el número 38 de la calle de Faubourg-Saint-Jacques del XIV Distrito de París, 
Del siglo XVIII se encontraba originalmente en la avenida de los Campos Elíseos, pero fue trasladado en 1929 a un parque separado de los jardines del observatorio. Clasificado como Monumento Histórico, desde entonces fue ocupado por la Société des gens de lettres y por el Conservatorio Europeo de Escritura Audiovisual (CEEA).

## Historia
De estilo neoclásico, fue construido entre 1777 y 1779 por el arquitecto Jean-Baptiste Le Boursier para Denis-Philibert Thiroux de Montsauge, hacendado, señor de la Bretêche Saint-Nom de Champillot, administrador general de Correos y Receptor General de Finanzas de París, que se había casado con la hija del granjero general Étienne-Michel Bouret.
Se encontraba originalmente en el sendero de los Campos Elíseos, entonces en medio del campo, en la esquina de lo que ahora es la rue La Boétie. Este capricho fue escenario de muchas fiestas galantes y los amores del duque de Richelieu.
Su patrocinador, Thiroux de Montsauge, vivía en la rue Basse-du-Rempart cuando se construyó y murió allí en 1787, y por lo tanto, nunca vivió quí, ya sea que la destinara al alquiler, o que fuera solo el testaferro de un poderoso patrocinador, detrás del cual algunos autores han sospechado del Conde de 'Artois por confusión con el cercano hôtel de Langeac, en la rue de Berri.
En 1788 fue Vendido al duque de Richelieu, Louis Antoine Sophie de Vignerot du Plessis , hijo del mariscal Richelieu, que probablemente lo utilizó como casa de recreo. Hizo diseñar el jardín donde hoy colocó a los dos esclavos de Miguel Ángel en el Museo del Louvre. El duque emigró en 1790 y la casa quedó desierta, abandonada. En 1793 fue incautados como propiedad de un emigrante y vendido, tres empresarios la ocuparon uno detrás de otro.
En 1802 fue Comprado por Bonaparte, Primer Cónsul, para el Estado. En [1805 alquilado al Conde Ferdinando Marescalchi, Embajador del Reino de Italia en París. Suntuoso, multiplico las fiestas y fue el lugar de reunión de la nobleza del Imperio. En 1809, recibió a Napoleón, en vísperas de partir hacia Wagram .
En 1815 fue Comprado por la condesa de Durfort, hija de Thiroux de Montsauge, en 1825 fue vendido a un contratista de obras, el Sr. Bellet. En 1827 fue comprado por la condesa de Juigné, esposa de un mariscal de campo e hija de la condesa de Durfort. Eb 1830 fue comprado por 250 000 francos por el conde Charles de Flahaut. La familia Flahaut vivió allí durante veintitrés años, hasta que en 1853 fue Vendido por 800 000 francos a André Hélène Roger, barón Roger, banquero de origen suizo, y su esposa, M Leroux, viuda de Alfred Régnier, marqués de Massa, nieto de Claude Ambroise Régnier, ministro de Justicia de Napoleón I. Sus hijos, André Philippe Alfred Régnier de Gronau, tercer duque de Massa, nacido de su primer matrimonio, y el barón Roger, nacido de su matrimonio con André Hélène Roger, lo ocuparon desde 1857. En 1870, el duque de Massa, al ver desfilar las tropas alemanas en los Campos Elíseos, cerró sus postigos y juró no volver a abrirlos hasta el día de la venganza. Fue su sobrino quien los reabrio el 14 de julio de 1919, antes de volver a cerrarlos el día 15..El hotel volvió a permanecer desocupado hasta 1926.

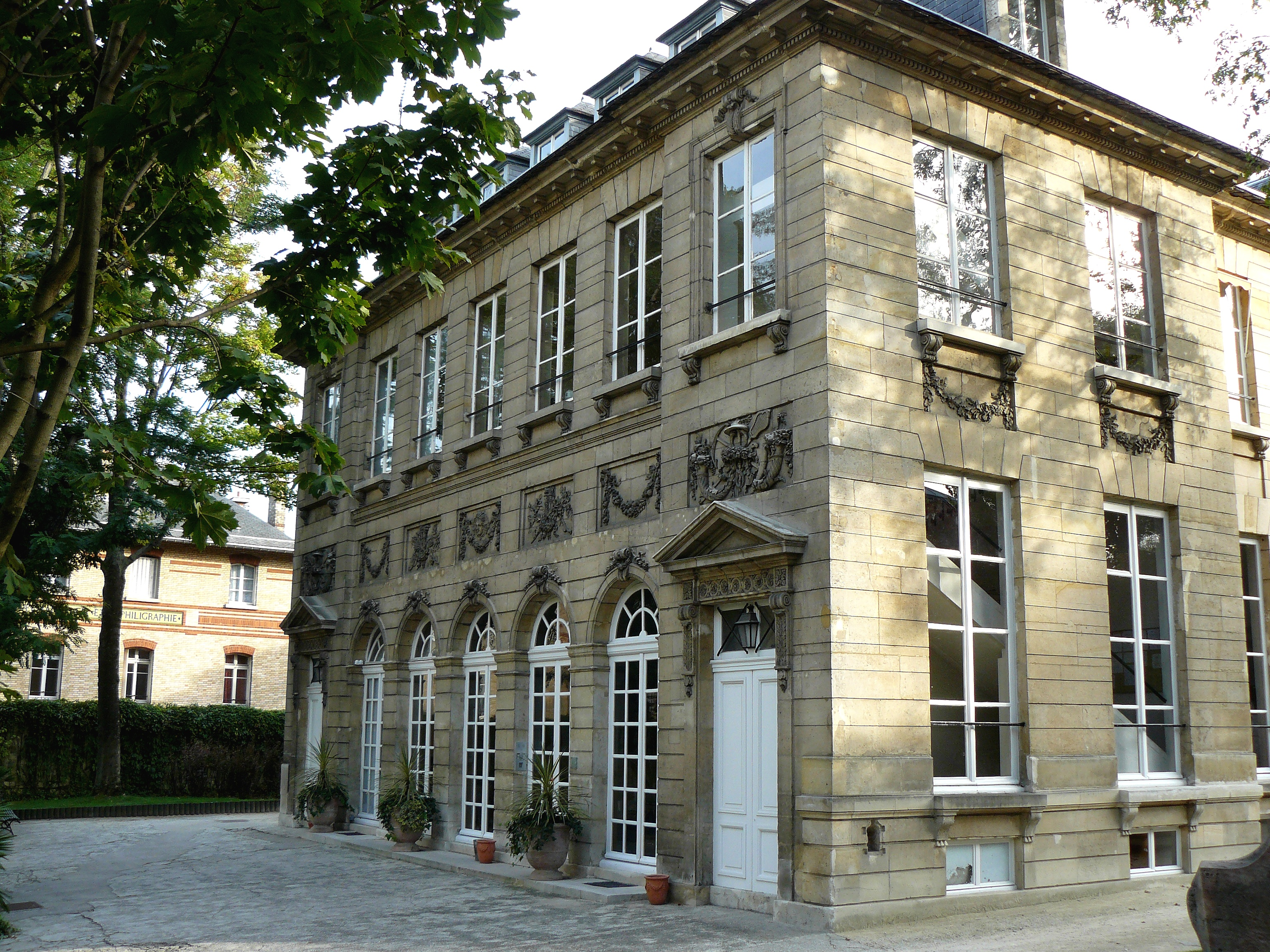
El hotel hoy en día, lado derecho, sirve como entrada a 38, rue du Faubourg-Saint-Jacques.

### Traslado
En 1927 fue amenazado de demolición. Fue comprado por dos empresarios, Théophile Bader, presidente de Galeries Lafayette y André Lévy, que se ocupa de las transacciones inmobiliarias. No querían ocuparlo, sino construir en los Campos Elíseos, que se había convertido en una avenida de moda, un complejo de tiendas, bancos y edificios construido por André Arfvidson para el National City Bank of America, hoyGaleries Lafayette Champs-Élysées, en el 52-60 de la avenida de los Campos Elíseos). Estando clasificado el hotel, no se trata de demoler Lévy, amigo de Édouard Herriot, Ministro de Educación Nacional, se puso de acuerdo con él para organizar y financiar su traslado.
Fue cedida al Estado en 1928 con la condición expresa de que se pusiera a disposición de la Société des gens de lettres, entonces presidida por Édouard Estaunié, que la ocupó por un simbólico 1 franco. El SGDL había ocupado hasta entonces locales precarios en 14, Cité de Trévise, hasta 1869, luego el hotel elegante en 10, Cité Rougemont. El Estado le ofreció una parcela del jardín del Observatorio de París para reconstruirlo allí, muy fielmente, la bonita mansión privada de la margen derecha por decisión de Édouard Herriot, entonces Ministro de Instrucción Pública y Bellas Artes.-Arts.
Fue transportado piedra a piedra. Con sus piedras, marcos, revestimientos, suelos de parqué y el menor de los materiales bajo la dirección de André Ventre. El mobiliario Art Deco encargado en esta ocasión al Maître des Galeries Lafayette, Maurice Dufrêne, Léon Jallot, Gabriel Englinger, Jean Besnard, etc, constituyó un conjunto único de 110 piezas que fue clasificado como Monumento Histórico en 1984.
A causa de la crisis de 1929, los grandes almacenes proyectados por Théophile Bader en la avenida de los Campos Elíseos en el lugar del antiguo hotel no vieron la luz y en su lugar albergaron un banco, luego un Virgin Megastore, un Monoprix, antes de que proyecto no realizado de Bader finalmente vieze la luz, con la apertura de Galeries Lafayette Champs-Élysées en 2019.

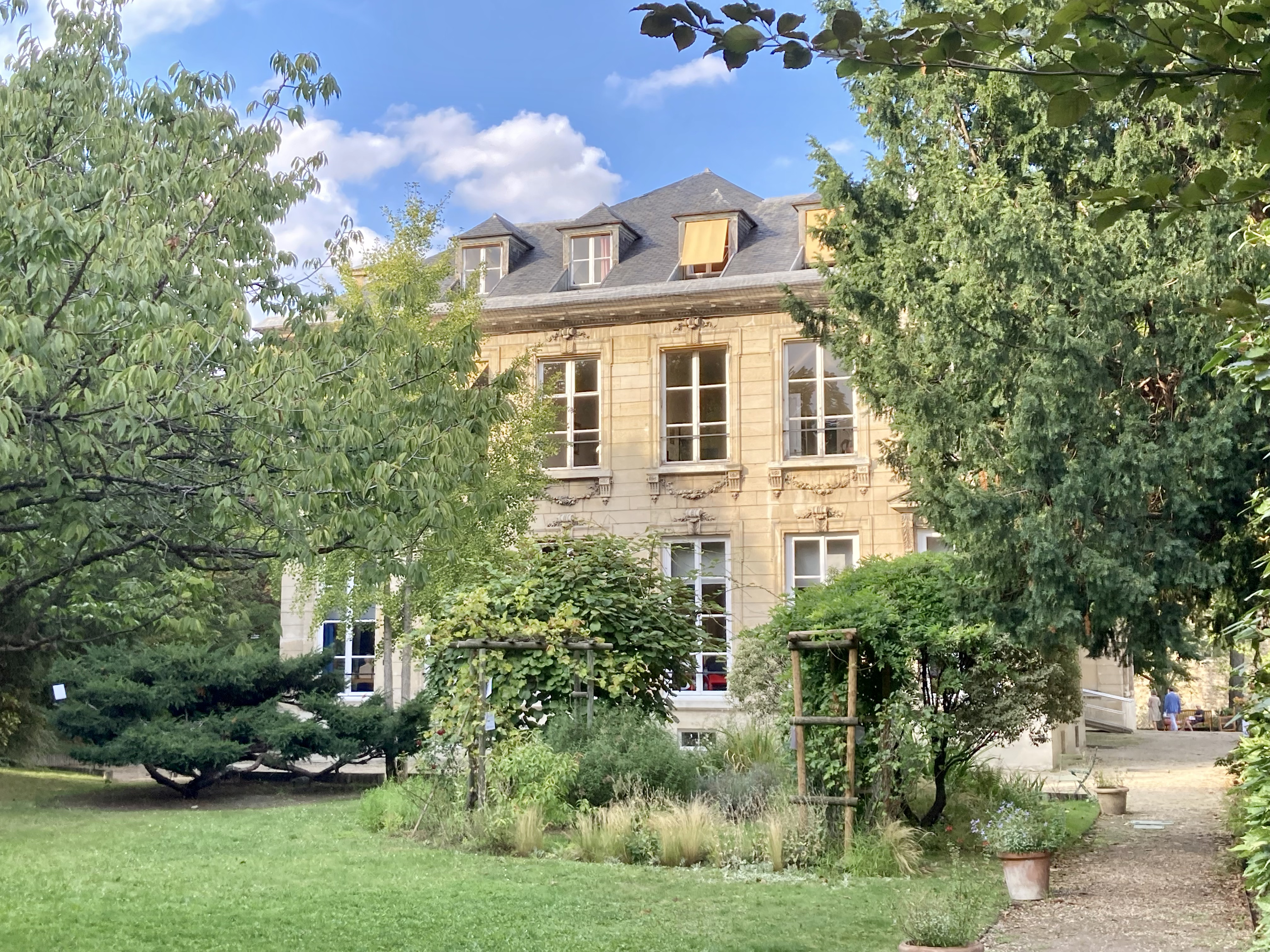
El lado izquierdo y el jardín.

La entrada al edificio es por el número 38 de la rue du Faubourg-Saint-Jacques, que da al lado derecho del hotel. La fachada principal está a lo largo de la calle; del lado izquierdo, un jardín contiguo al jardín del Observatorio . La SGDL ha reunido en este hotel numerosos recuerdos literarios (retratos, bustos, autógrafos) que evocan casi 170 años de literatura.
Su nueva ubicación está cerca de un edificio de la rue Cassini, en el cuarto piso del cual Alain-Fournier escribió el Grand Meaulnes del año 1910.
En el número 1 de la misma rue Cassini, Honoré de Balzac escribió Les Chouans, Histoire des Treize, la mujer de treinta años y sentó las bases de la Comedia humana. Fue por iniciativa suya, y siguiendo su famosa Carta a los escritores franceses del siglo XIX., 1834, que la SGDL fue fundada en 1838, de la que se convirtió en presidente en 1839.